# 內施維勒巴赫河
47°26′14″N 8°47′49″E / 47.43736°N 8.79702°E

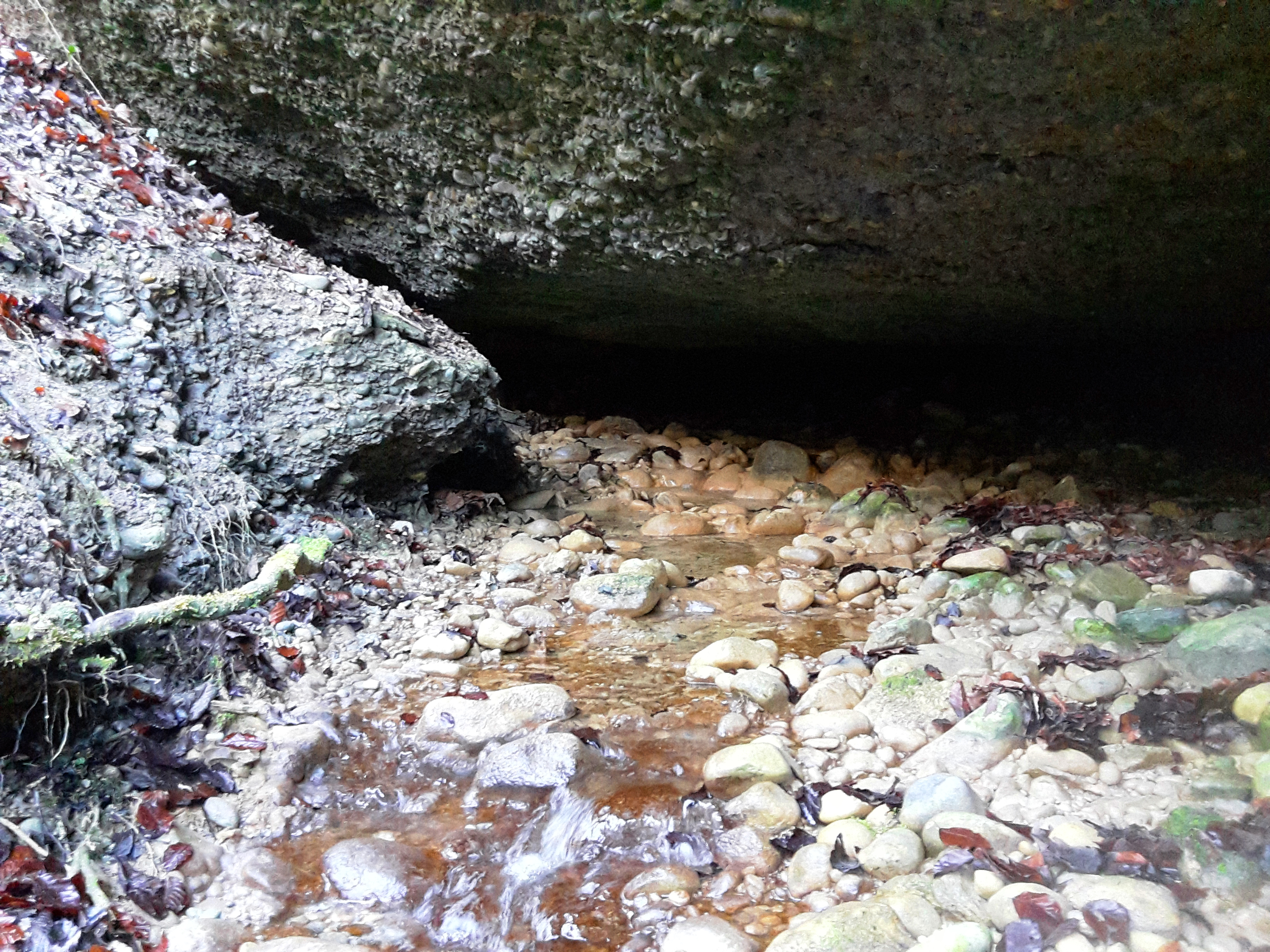

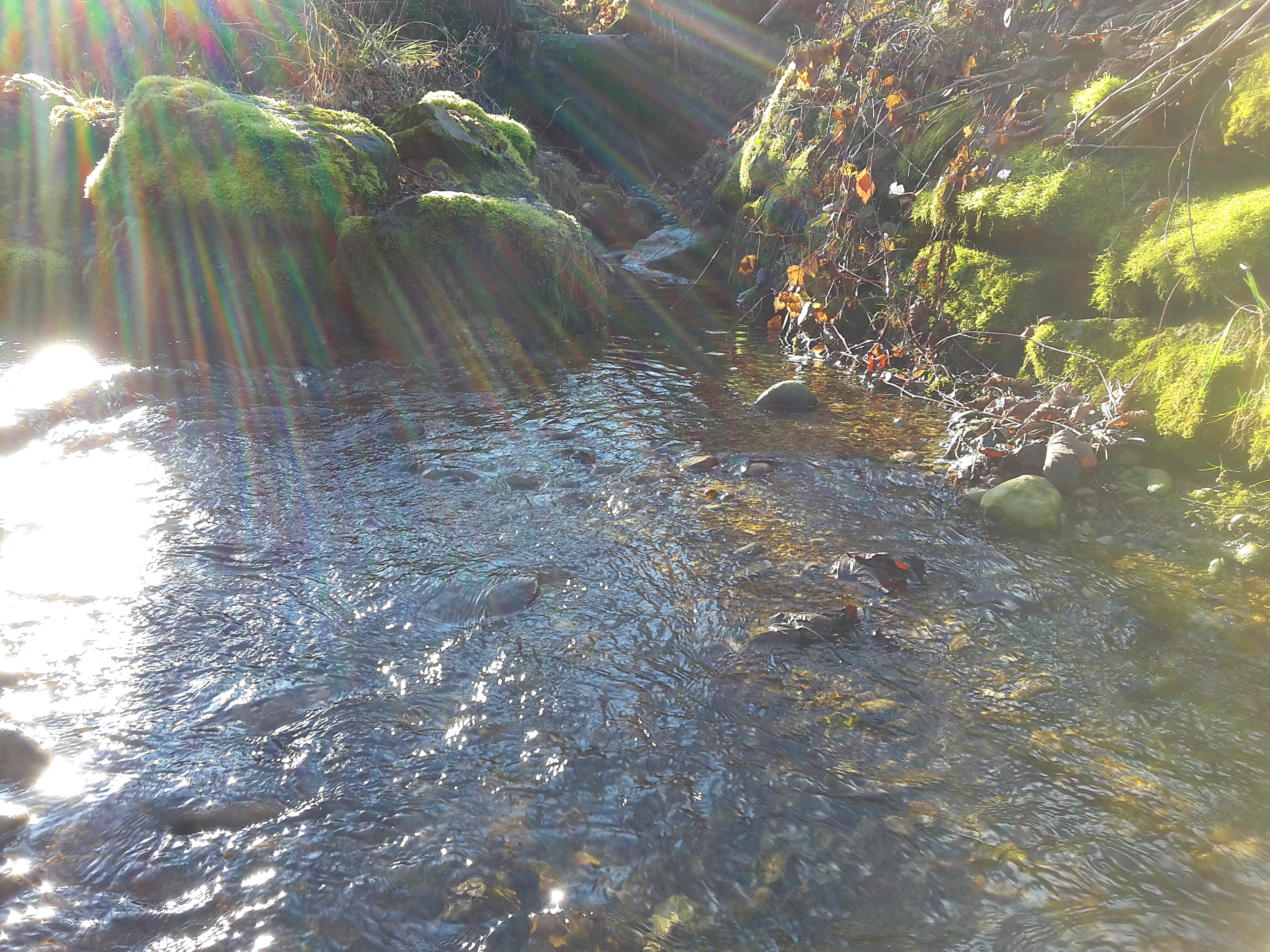

內施維勒巴赫河是瑞士的河流，位於該國北部，流經蘇黎世州，屬於托伯爾巴赫河，河道全長1.7公里，發源自普費菲孔東南面，河畔城鎮有魏斯林根和采爾。